# Joanídia Sodré

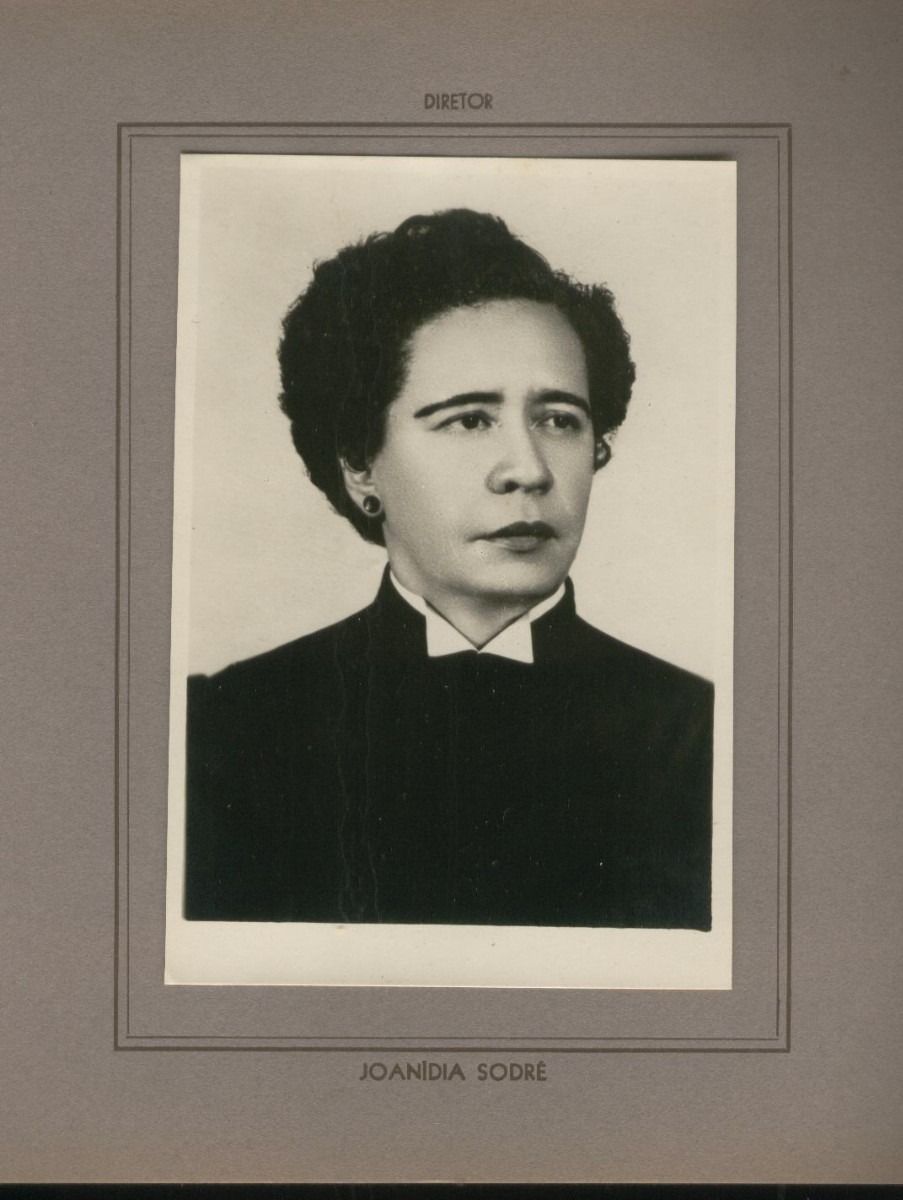
Joanídia Núñez Sodré

Joanídia Núñez Sodré (Porto Alegre, 22 de dezembro de 1903  –  Rio de Janeiro, 7 de setembro de 1975) foi uma maestra, pianista, compositora brasileira, professora de música e diretora da Escola de Música da UFRJ entre os anos de 1946 a 1967 e a primeira reitora (em cargo interino) da Universidade do Brasil na década de 1960. Ela foi uma das maiores personalidades da música brasileira, tendo sido a primeira maestra da América Latina a reger a Orquestra Filarmônica de Berlim no ano de 1930.   

## Vida
Natural de Porto Alegre, mudou-se ainda jovem, aos 4 anos de idade, para o Rio de Janeiro. Iniciou seus estudos tendo aulas de piano com o compositor e maestro Alberto Nepomuceno. Foi aluna do Instituto Nacional de Música, tendo aulas com Agnello França, João Nunes (piano), Henrique Oswald e Francisco Braga (composição, contraponto e fuga).  Em 1921 formou-se no curso de piano, porém prosseguiu os estudos no curso de composição, formando-se em 1924. Em 1925 tornou-se docente de harmonia e morfologia da mesma instituição 
Em 1927 foi premiada pelo Instituto Nacional de Música com uma viagem à Alemanha por sua ópera Casa Forte, com libreto de Goulart de Andrade. Permaneceu no país até 1927 como professora hóspede na Staatliche Akademische Hochschule für Musik (atual Universidade das Artes de Berlim). Na instituição estudou harmonia, contraponto, fuga, instrumentação e composição, tendo aulas com Paul Juon e orientações de regência com Ignatz Waghalter, na Deutsche Oper de Berlim.  No dia 27 de março de 1930, Joanídia regeu um concerto da Orquestra Filarmônica de Bonn, com programa de peças de Beethoven, Weber, Bizet e Sibelius..
Ao retornar para o Brasil atuou principalmente como regente, atuando à frente de algumas das mais importantes orquestras do país. Sua estreia no país foi em um concerto em 17 de julho de 1930, no Teatro Municipal do Rio de Janeiro. No ano seguinte realiza mais três concertos, estando à frente da Orquestra da Sociedade de Concertos Sinfônicos. Junto à orquestra, apresentou-se no 2º Congresso Feminista, com programa com obras de Cécile Chaminade, Augusta Holmès, Ethel Smyth e Branca Bilhar.
Fundou o Coral Feminino, em 1930, e a Orquestra Sinfônica infantil em 1939. Entre 1946 e 1967, foi diretora do Instituto Nacional de Música (atual Escola de Música da UFRJ). 

## Obras[5]
- Cena forte (ópera), 1927
- A cheia do Paraíba (cena lírica), 1927
- Trio em si bemol
- Quarteto de cordas No.1
- Quarteto de cordas No.2
- Girassol (para coral e orquestra)
- Incêndio em Roma (para coral e orquestra)